# Сивцова, Маргарита Николаевна
Маргарита Николаевна Сивцова (род. 11 сентября 1938, Чита) — советский, российский педагог. Народный учитель СССР (1982).

## Биография
Родилась в Чите 11 сентября 1938 года. 
Окончила в 1955 году среднюю школу № 24 (ныне № 45) и поступила учиться на физико-математический факультет в Читинский государственный педагогический институт им. Н. Г. Чернышевского, который окончила в 1960 году. 
В 1960—1970 годах вместе с мужем работала в Хапчерангинской средней школе Кыринского района Читинской области. Была учителем математики, муж — учителем физики. 
С 1970 года работала в Чите, в средней школе № 36, учителем математики. Педагогический стаж 50 лет. 
В 1986 году была делегатом XVII съезда КПСС. 
В настоящее время на пенсии, но продолжает заниматься педагогической деятельностью, репетиторством.

### Семья
- Отец — Николай Александрович Каслов (1913—1998) педагог, первый декан физико-математического факультета Читинского педагогического института им. Н. Г. Чернышевского. Участник войны. Награждён орденами Трудового Красного Знамени (1961), Отечественной войны 1-й степени (1985), медалями. Отличник народного просвещения РСФСР (1960), почётный гражданин Читы (1973)[5].
- Супруг — Борис Данилович Сивцов, педагог, учитель физики, был директором средней школы № 36 Читы. Окончил физико-математический факультет Читинского педагогического института им. Н. Г. Чернышевского[1]. Награждён медалями «В ознаменование 100-летия со дня рождения Владимира Ильича Ленина», «За освоение целинных земель», «Ветеран труда». Заслуженный учитель Российской Федерации[6]. Познакомились в годы обучения в институте.

## Награды и звания
- Заслуженный учитель школы РСФСР (1975)
- Народный учитель СССР (1982)
- Значок «Отличник народного просвещения РСФСР» (1969)
- «Учитель-методист»
- Медаль «За заслуги перед Читинской областью» (1997)
- Медаль «За заслуги перед городом» (Чита, 1998)[3][4]
- Почётный гражданин Читинской области (2001)
- Почётный гражданин Читы (2012)